# Kanga Gauthier Akalé
Kanga Gauthier Akalé (nascut el 7 de març de 1981) és un futbolista ivorià amb nacionalitat francesa que juga actualment al RC Lens.
El juny de 2007 va signar un contracte de quatre anys amb l'RC Lens, sent cedit a l'Olympique de Marsella el 2008 i al Recreativo de Huelva a la temporada 2008-09.